# Liste des églises des Yvelines
Voici la liste des églises du département des Yvelines, classées par commune.
Cette liste s'attache principalement :
- au nom exact de l'édifice (et donc à quel saint il est consacré)
- à sa fonction initiale.

Sigles utilisés ci-après :
- (p) = actuellement église paroissiale.
- MH = désigne un édifice classé Monument Historique. Il est suivi du lien direct vers la page concernant ledit édifice dans la base Mérimée.

## A
- Ablis
  - église Saint-Pierre-Saint-Paul
- Achères
  - église Saint-Martin
- Adainville
  - église Saint-Denis
- Allainville
  - église Saint-Pierre
- Les Alluets-le-Roi
  - église Saint-Nicolas
- Andrésy
  - église Saint-Germain de Paris
- Arnouville-lès-Mantes
  - église Saint-Aignan
- Aubergenville
  - église Saint-Ouen
  - église Sainte-Thérèse-de-l'Enfant-Jésus (Élisabethville)
- Auffargis
  - église Saint-André
- Aulnay-sur-Mauldre
  - église Saint-Étienne
- Auteuil-le-Roi
  - église Saint-Éparche
- Autouillet
  - église de Notre-Dame-de-l'Assomption

## B
- Bailly
  - église Saint-Sulpice
- Bazainville
  - église Saint-Nicolas
- Bazemont
  - église Saint-Illiers
- Bazoches-sur-Guyonne
  - église Saint-Martin de Bazoches-sur-Guyonne
- Béhoust
  - église Saint-Hilaire
- Bennecourt
  - église Saint-Ouen
- Beynes
  - église Saint-Martin
- Blaru
  - église Saint-Hilaire
- Boinville-en-Mantois
  - église Saint-Martin
- Boinville-le-Gaillard
  - église de l'Assomption
- Boinvilliers
  - Église Saint-Clément-et-Saint-Jean-Baptiste
- Bois-d'Arcy
  - église Saint-Leu-Saint-Gilles
- Boissets
  - Église Saint-Hilaire
- La Boissière-École
  - Église Saint-Barthélémy
- Boissy-Mauvoisin
  - église Saint-Pierre
- Boissy-sans-Avoir
  - église Saint-Sébastien
- Bonnelles
  - église Saint-Gervais-Saint-Protais
- Bonnières-sur-Seine
  - église Notre-Dame-de-la-Nativité
- Bouafle
  - église Saint-Martin
- Bougival
  - église Notre-Dame-de-l'Assomption
- Bourdonné
  - église Saint-Martin
- Breuil-Bois-Robert
  - église Saint-Gilles
- Bréval
  - église Notre-dame-de-l'Assomption
- Les Bréviaires
  - église Saint-Antoine
- Brueil-en-Vexin
  - église Saint-Denis
- Buc
  - église Saint-Jean-Baptiste
- Buchelay
  - église Saint-Sébastien
- Bullion
  - église Saint-Vincent-et-Saint-Sébastien

## C
- Carrières-sous-Poissy
  - église Saint-Joseph
- Carrières-sur-Seine
  - église Saint-Jean-Baptiste
- La Celle-les-Bordes
  - église Saint-Germain-de-Paris
- La Celle-Saint-Cloud
  - église Saint-Pierre-Saint-Paul
- Cernay-la-Ville
  - église Saint-Brice
- Chambourcy
  - église Sainte-Clotilde
- Chanteloup-les-Vignes
  - église Saint-Roch
- Chapet
  - église Saint-Denis
- Châteaufort
  - église Saint-Christophe
- Chatou
  - église Notre-Dame-de-l'Assomption [1]
  - église Sainte-Thérèse
- Chaufour-lès-Bonnières
  - église Transfiguration-de-Notre-Seigneur
- Chavenay
  - église Saint-Pierre de Chavenay
- Le Chesnay
  - église Saint-Germain
  - église Saint-Antoine-de-Padoue
  - église Notre-Dame-de-la-Résurrection
- Chevreuse
  - église Saint-Martin
- Choisel
  - église Saint-Jean-Baptiste
- Civry-la-Forêt
  - église Saint-Barthélémy
- Clairefontaine-en-Yvelines
  - église Saint-Nicolas de Clairefontaine-en-Yvelines
- Les Clayes-sous-Bois
  - église Saint-Martin
- Coignières
  - église Saint-Germain-d'Auxerre
- Condé-sur-Vesgre
  - église Saint-Germain-de-Paris
- Conflans-Sainte-Honorine
  - église Saint-Maclou
  - église Saint-Jean-Marie-Vianney
- Courgent
  - église Sainte-Clotilde
- Cravent
  - église de la Trinité-de-la-Vierge-et-de-la-Nativité de Cravent
- Crespières
  - église Saint-Martin
- Croissy-sur-Seine
  - église Saint-Léonard

## D
- Dammartin-en-Serve
  - église Saint-Martin
- Dampierre-en-Yvelines
  - église Saint-Pierre-Saint-Germain
- Dannemarie
  - église Sainte-Anne
- Davron
  - église Sainte-Madeleine
- Drocourt
  - église Saint-Denis

## E
- Ecquevilly
  - église Saint-Martin
- Élancourt
  - église Saint-Médard
  - église Saint-Pierre
- Émancé
  - église Saint-Rémy-Sainte-Radegonde
- Épône
  - église Saint-Béat
- Les Essarts-le-Roi
  - église Saint-Corneille-Saint-Cyprien
- L'Étang-la-Ville
  - église Sainte-Anne
- Évecquemont
  - église Notre-Dame-de-l'Assomption

## F
- La Falaise
  - église Notre-Dame-de-la-Nativité
- Favrieux
  - église Notre-Dame-de-la-Nativité
- Feucherolles
  - église Sainte-Geneviève
- Flacourt
  - église Saint-Clair
- Flexanville
  - église Saint-Germain-de-Paris
- Flins-Neuve-Église
  - église Saint-Denis
- Flins-sur-Seine
  - église Saint-Cloud
- Follainville-Dennemont
  - église Saint-Martin
- Fontenay-le-Fleury
  - église Saint-Germain-de-Paris
- Fontenay-Mauvoisin
  - église Saint-Nicolas
- Fontenay-Saint-Père
  - église Saint-Denis
- Fourqueux
  - église Sainte-Croix
- Freneuse
  - église Saint-Martin

## G
- Gaillon-sur-Montcient
  - église Notre-Dame-de-l'Assomption
- Galluis
  - église Saint-Martin
- Gambais
  - église Saint-Aignan
- Gambaiseuil
  - église de l'Exaltation Sainte-Croix
- Garancières
  - église Saint-Pierre
- Gargenville
  - église Saint-Martin
- Gazeran
  - église Saint-Germain-d'Auxerre
- Gommecourt
  - église Saint-Crépin-Saint-Crépinien
- Goupillières
  - église Saint-Germain-de-Paris
- Goussonville
  - église Saint-Denis
- Grandchamp
  - église Saint-Blaise, détruite au début du XIXe siècle
- Gressey
  - église Saint-Pierre
- Grosrouvre
  - église Saint-Martin de Grosrouvre
- Guernes
  - église Notre-Dame-de-l'Assomption
- Guerville
  - église Saint-Martin
- Guitrancourt
  - église Saint-Ouen
- Guyancourt
  - église Saint-Victor

## H
- Hardricourt
  - église Saint-Germain-de-Paris
- Hargeville
  - église Saint-André
- La Hauteville
  - église Sainte-Madeleine
- Herbeville
  - église Saint-Clair
- Hermeray
  - église Saint-Germain-d'Auxerre
- Houdan
  - église Saint-Jacques-le-Majeur-et-Saint-Christophe
- Houilles
  - église Saint-Nicolas

## I
- Issou
  - église Saint-Martin

## J
- Jambville
  - église Notre-Dame-de-l'Assomption
- Jeufosse
  - église Notre-Dame-de-l'Assomption (église désaffectée)
  - chapelle Notre-Dame-de-la-Mer
- Jouars-Pontchartrain
  - église Saint-Martin de Jouars-Pontchartrain
- Jouy-en-Josas
  - église Saint-Martin
  - temple protestant de Jouy-en-Josas
- Jouy-Mauvoisin
  - église Sainte-Foy
- Jumeauville
  - église Saint-Pierre-ès-Liens
- Juziers
  - église Saint-Michel

## L
- Lainville-en-Vexin
  - église Saint-Martin
- Lévis-Saint-Nom
  - église Saint-Nom
- Limay
  - église Saint-Aubin
- Limetz-Villez
  - église Saint-Sulpice-Saint-Pierre
- Les Loges-en-Josas
  - église Saint-Eustache
- Lommoye
  - église Saint-Léger
- Longnes
  - église Saint-Pierre
- Longvilliers
  - église Saint-Pierre
- Louveciennes
  - église Saint-Martin de Louveciennes

## M
- Magny-les-Hameaux
  - église Saint-Germain-de-Paris
- Maisons-Laffitte
  - église Saint-Nicolas
- Mantes-la-Jolie
  - collégiale Notre-Dame
  - église Saint-Maclou
  - église Sainte-Anne (Gassicourt)
  - église Saint-Jean-Baptiste du Val-Fourré
  - chapelle saint-Joseph
  - temple protestant de Mantes-la-Jolie
- Mantes-la-Ville
  - église Saint-Étienne
- Marcq
  - église Saint-Rémy
- Mareil-le-Guyon
  - église Saint-Martin
- Mareil-Marly
  - église Saint-Étienne
- Mareil-sur-Mauldre
  - église Saint-Martin
- Marly-le-Roi
  - église Saint-Vigor
- Maule
  - église Saint-Nicolas
  - chapelle Saint-Jacques
  - chapelle Saint-Léonard du Coudray
- Maulette
  - église Saint-Pierre
  - église Saint-Nicolas (Thionvile-sur-Opton)
- Maurecourt
  - Église Notre-Dame-de-Lorette de Maurecourt
- Maurepas
  - église Notre-Dame
  - église Saint-Sauveur
- Médan
  - église Saint-Germain-de-Paris
- Méré
  - église Saint-Denis
- Méricourt
  - église Notre-Dame-de-la-Nativité
- Le Mesnil-le-Roi
  - église Saint-Vincent
- Le Mesnil-Saint-Denis
  - église Saint-Denis
- Les Mesnuls
  - église Saint-Éloi
- Meulan
  - église Saint-Nicolas
- Mézières-sur-Seine
  - église Saint-Nicolas
- Mézy-sur-Seine
  - église Saint-Germain-de-Paris
- Millemont
  - église Saint-Maurice-saint-Martin
- Milon-la-Chapelle
  - église Notre-Dame-de-l'Assomption
- Mittainville
  - église Saint-Rémy
- Moisson
  - église Saint-Léger
- Mondreville
  - église Saint-Christophe
- Montainville
  - église Notre-Dame-de-l'Assomption
- Montalet-le-Bois
  - église Notre-Dame-de-la-Nativité
- Montchauvet
  - église Sainte-Marie-Madeleine
- Montesson
  - église Notre-Dame-de-l'Assomption
- Montfort-l'Amaury
  - église Saint-Pierre de Montfort-l'Amaury
- Montigny-le-Bretonneux
  - église Saint-Martin
  - église Saint-Quentin-les-Sources
- Morainvilliers
  - église Saint-Léger
- Mousseaux-sur-Seine
  - église Saint-Léger
- Mulcent
  - église Saint-Étienne
- Les Mureaux
  - église Saint-Pierre-Saint-Paul

## N
- Neauphle-le-Château
  - église Saint-Nicolas
- Neauphle-le-Vieux
  - église Saint-Pierre-Saint-Nicolas
- Neauphlette
  - église Saint-Martin
- Nézel
  - église Saint-Blaise
- Noisy-le-Roi
  - église Saint-Lubin

## O
- Oinville-sur-Montcient
  - église Saint-Séverin
- Orcemont
  - église Saint-Eutrope
- Orgerus
  - église Saint-Pierre
- Orgeval
  - église Saint-Pierre-Saint-Paul
- Orphin
  - église Sainte-Monégonde
- Orsonville
  - église Saint-André
- Orvilliers
  - église Saint-Martin
- Osmoy
  - église Saint-Cloud

## P
- Paray-Douaville
  - église Saint-Pierre
- Le Pecq
  - église Saint-Wandrille
- Perdreauville
  - église Saint-Martin
- Le Perray-en-Yvelines
  - église Saint-Éloi
- Plaisir
  - église Saint-Pierre
- Poigny-la-Forêt
  - église Saint-Pierre
- Poissy
  - collégiale Notre-Dame
- Ponthévrard
  - église Saint-Germain-de-Paris
- Porcheville
  - église Saint-Séverin-Saint-Fiacre
- Le Port-Marly
  - église Saint-Louis du Port-Marly
- Port-Villez
  - église Saint-Pierre
- Prunay-en-Yvelines
  - église Saint-Martin
  - église Notre-Dame-de-la-Crèche (Craches)
  - église Saint-Pierre-Saint-Paul de Prunay-en-Yvelines
- Prunay-le-Temple
  - église Saint-Martin

## Q
- La Queue-lez-Yvelines
  - église Saint-Nicolas

## R
- Raizeux
  - église Notre-Dame-de-Bonne-Nouvelle
- Rambouillet
  - église Sainte-Bernadette de Rambouillet
  - église Saint-Lubin-et-Saint-Jean-Baptiste
- Richebourg
  - église Saint-Georges
- Rochefort-en-Yvelines
  - église Notre-Dame-de-l'Assomption
- Rolleboise
  - église Saint-Nicolas
- Rosay
  - église Sainte-Anne
- Rosny-sur-Seine
  - église Saint-Jean-Baptiste

## S
- Sailly
  - église Saint-Sulpice
- Saint-Arnoult-en-Yvelines
  - église Saint-Nicolas
- Saint-Cyr-l'École
  - église Saint-Cyr
  - chapelle Sainte-Thérèse
  - chapelle Saint-Martin
- Saint-Forget
  - église Saint-Féréol
- Saint-Germain-en-Laye
  - église Saint-Germain
  - église Saint-Léger
  - chapelle Saint-Louis (château de Saint-Germain-en-Laye)
  - temple protestant de Saint-Germain-en-Laye
- Saint-Hilarion
  - église Saint-Hilarion
- Saint-Illiers-la-Ville
  - église Saint-Illiers
- Saint-Illiers-le-Bois
  - église de la Sainte-Trinité
- Saint-Lambert
  - église Saint-Lambert-et-Saint-Blaise
- Saint-Léger-en-Yvelines
  - église Saint-Jean-Baptiste
- Saint-Martin-de-Bréthencourt
  - église Saint-Pierre-Saint-Paul
- Saint-Martin-des-Champs
  - église Saint-Martin
- Saint-Martin-la-Garenne
  - église Saint-Martin
- Sainte-Mesme
  - église Sainte-Mesme
- Saint-Nom-la-Bretèche
  - église Saint-Nom
- Saint-Rémy-lès-Chevreuse
  - église Saint-Rémy-Saint-Avoye
- Saint-Rémy-l'Honoré
  - église Saint-Rémy
- Sartrouville
  - église Saint-Martin
  - église Jean XXIII[2]
- Saulx-Marchais
  - église Saint-Pierre-Saint-Paul
- Senlisse
  - église Saint-Denis
- Septeuil
  - église Saint-Nicolas
- Soindres
  - église Saint-Martin
- Sonchamp
  - église Saint-Georges

## T
- Tacoignières
  - église Notre-Dame-de-l'Assomption
- Le Tertre-Saint-Denis
  - église Saint-Laurent
- Tessancourt-sur-Aubette
  - église Saint-Nicolas
- Thiverval-Grignon
  - église Saint-Martin de Thiverval-Grignon
- Thoiry
  - église Saint-Martin
- Tilly
  - église de la Nativité-de-la-très-Sainte-Vierge
- Toussus-le-Noble
  - église Saint-Germain-l'Auxerrois
- Trappes
  - église Saint-Georges
- Le Tremblay-sur-Mauldre
  - église Saint-Leu-Saint-Gilles
- Triel-sur-Seine
  - église Saint-Martin

## V
- Vaux-sur-Seine
  - Église Saint-Pierre-ès-Liens
- Vélizy-Villacoublay
  - église Saint-Denis
  - église Saint-Jean-Baptiste
- Verneuil-sur-Seine
  - église Saint-Martin de Verneuil-sur-Seine
- Vernouillet
  - église Saint-Étienne de Vernouillet
- Versailles
  -  cathédrale Saint-Louis
  -  église Notre-Dame, église paroissiale, construite en 1686
  -  chapelle palatiale Saint-Louis (château de Versailles)
  -  église Saint-Symphorien, église paroissiale, construite en 1770
  - église Sainte-Bernadette
  - église Sainte-Élisabeth-de-Hongrie
  - église Saint-Michel de Porchefontaine
  - église Sainte-Jeanne d'Arc
- Vert
  - église Saint-Martin
- Le Vésinet
  - église Sainte-Marguerite
  - église Sainte-Pauline
  - temple protestant du Vésinet
- Vicq
  - église Saint-Martin de Vicq
- Vieille-Église-en-Yvelines
  - église Saint-Gilles
- La Villeneuve-en-Chevrie
  - église Saint-Nicolas
- Villennes-sur-Seine
  - église Saint-Nicolas
- Villepreux
  - église Saint-Germain
- Villette
  - église Saint-Martin de Villette
- Villiers-le-Mahieu
  - église Saint-Martin de Villiers-le-Mahieu
- Villiers-Saint-Frédéric
  - église Saint-Frédéric
- Viroflay
  - église Saint-Eustache
- Voisins-le-Bretonneux
  - église Notre-Dame-en-sa-Nativité